# Elecciones federales de México de 1997
El domingo 6 de julio de 1997 se celebraron en México las elecciones legislativas de mitad de sexenio 1996-1997, en las cuales se renovaron los siguientes cargos a nivel federal:
- 32 Senadores. Miembros de la cámara alta del Congreso de la Unión, electos por una lista nacional votada en las 5 circunscripciones en las que se divide el país, por un periodo extraordinario de tres años, debido a las reformas legales a la integración del Senado de la República en 1996.
- 500 Diputados Federales. Miembros de la cámara baja del Congreso de la Unión, 300 elegidos de manera directa por cada distrito uninominal y 200 elegidos indirectamente a través de un sistema de listas nacionales por cada una de las 5 circunscripciones en las que se divide el país, todos por un periodo de tres años, que comienza el 1 de septiembre de 1997.

Las elecciones marcaron un hito en la historia moderna de México, fue la primera vez que el Partido Revolucionario Institucional perdía la mayoría absoluta en la Cámara de Diputados y que por tanto ésta quedó constituida únicamente por minorías, siendo el PRI la primera minoría, sin embargo, sumados los diputados de todos los partidos de oposición (PAN, PRD, PVEM y PT) eran una mayoría respecto al PRI, por lo que estos liderados por los coordinadores del PRD y del PAN, Porfirio Muñoz Ledo y Carlos Medina Plascencia, respectivamente, tomaron el control del congreso e instalaron la LVII Legislatura eligiendo como presidente de la Cámara a Muñoz Ledo, el PRI se negó a aceptar esta instalación y su líder parlamentario, Arturo Núñez Jiménez, declaró ilegal el acto, sin embargo, finalmente el PRI terminó por aceptar el hecho, la presidencia de Muñoz Ledo y que este contestaría el informe de gobierno del entonces presidente Ernesto Zedillo.

## Antecedentes

### Reforma política de 1994
Los años previos a las elecciones intermedias de 1997 fueron de grandes cambios en la política del país. El inicio del mandato del presidente Ernesto Zedillo se distinguió por una notable fragilidad.
En primer lugar, el país se vio inmerso en una súbita crisis económica (el "error de diciembre"), la cual había estallado el 19 de diciembre de 1994 con la salida inesperada de capitales y el aumento de la especulación financiera, lo cual dio pie a una devaluación de la moneda de casi 70%. La gravedad de estos hechos hizo que, por vez primera en un país con una arraigada tradición presidencialista, se discutiera públicamente la posibilidad de renuncia del presidente (Crespo, 1996: 221 y ss.).
En segundo término, una serie de medidas erráticas tomadas durante el primer año del gobierno de Zedillo, acentuaba la percepción de fragilidad: el operativo policiaco-militar del 9 de febrero de 1995 contra los zapatistas, el respaldo a los impugnados gobernadores de Chiapas y Tabasco, la renuncia -en menos de seis meses- de tres secretarios de Estado.

Pero el inicio de las reformas para la definitiva democratización del país se dio al inicio del gobierno de Zedillo:
Los mexicanos queremos una vida democrática, a la altura de nuestra historia, a la altura de nuestra diversidad; sin embargo, debemos reconocer que los avances democráticos son aún insuficientes. Ha llegado el momento de sumar nuestras voluntades sin sacrificar nuestras diferencias; ha llegado el momento de unirnos en la construcción de una nueva democracia que comprenda una mejor relación entre los ciudadanos y el gobierno, entre los estados y la Federación; un nuevo código ético entre los contendientes políticos y una reforma electoral definitiva. Ha llegado el momento en que la democracia abarque todos los ámbitos de la convivencia social.

Ernesto Zedillo. 1 de diciembre de 1994

## Partidos participantes
Es derecho exclusivo de los partidos políticos nacionales y, en su caso, de las coaliciones debidamente formalizadas, postular y solicitar el registro de candidaturas a los cargos federales de elección popular. Al partido político que no obtenga por lo menos el 2% de la votación en alguna de las elecciones federales ordinarias para diputados, senadores o presidente, le será cancelado el registro y perderá todos los derechos y prerrogativas. De esta manera, el número de partidos que participan en cada elección federal varía, en virtud de la pérdida del registro de unos partidos y la creación de otros. Así pues, en elecciones de 1991 participaron 10 partidos, en las de 1994 nueve, en las de 1997 ocho, en las de 2000 cuatro y dos coaliciones, y en las de 2003 lo hicieron 11 partidos y una coalición.
| Partido | Partido                              |
| ------- | ------------------------------------ |
|         | Partido Revolucionario Institucional |
|         | Partido de la Revolución Democrática |
|         | Partido Acción Nacional              |
|         | Partido Verde Ecologista de México   |
|         | Partido del Trabajo                  |
|         | Partido Cardenista                   |
|         | Partido Popular Socialista           |
|         | Partido Demócrata Mexicano           |

## Sistema electoral

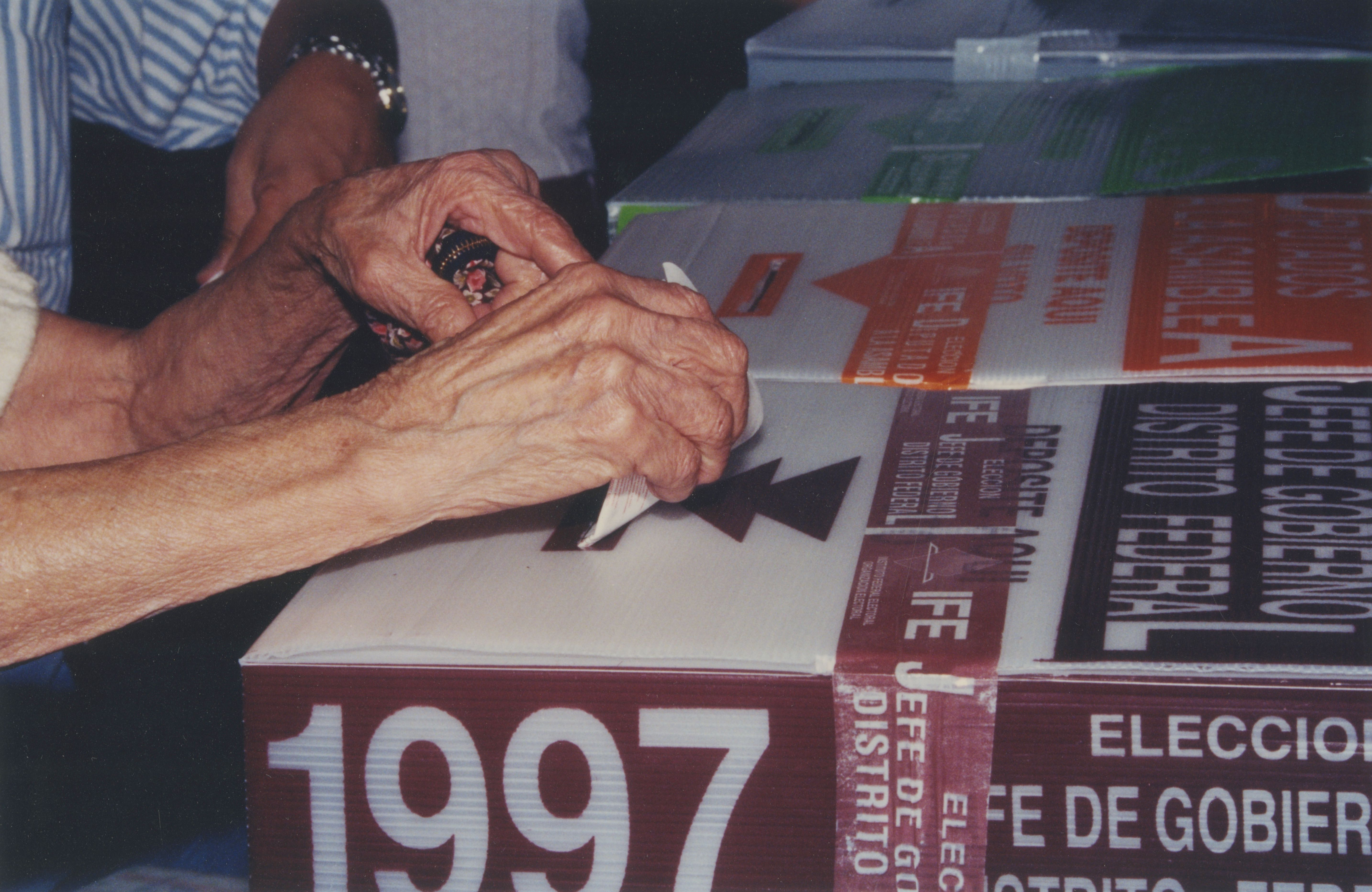
Urnas de voto de las elecciones del 6 de julio de 1997.

El sistema electoral mexicano a nivel federal lo componen el Instituto Federal Electoral, una autoridad administrativa con carácter de organismo autónomo regulada en el artículo 41 de la Constitución, el Tribunal Electoral del Poder Judicial de la Federación, una autoridad jurisdiccional que se encuentra regulada por el artículo 99 constitucional y la Fiscalía Especial para la Atención de Delitos Electorales, organismo especializado de la Procuraduría General de la República, encargado de investigar los delitos electorales a nivel federal.
La Cámara de Diputados se compone de 500 miembros electos de manera directa para un término de tres años, sin que pudieran ser reelectos de inmediato. Se eligen en distritos uninominales por mayoría simple o relativa; toda entidad federativa cuenta con un mínimo de dos distritos uninominales. Los restantes 200 escaños se reparten a nivel nacional según el método del resto mayor de representación proporcional; posteriormente, éstos se distribuyen entre cinco circunscripciones plurinominales.
Para poder participar en el reparto de escaños proporcionales en la Cámara de Diputados, un partido político debe presentar candidatos en al menos 200 distritos uninominales, y recibir por lo menos el tres (anteriormente dos) por ciento del total de votos emitidos para las listas proporcionales, incluyendo los votos nulos. Sin embargo, ningún partido político puede recibir más de 300 escaños en la Cámara de Diputados, y en general a ningún partido se le puede adjudicar una proporción de escaños en la Cámara que exceda su proporción del voto a nivel nacional por más de ocho puntos porcentuales. No obstante, esta última regla no aplica a un partido que por virtud de sus triunfos en distritos uninominales haya obtenido una proporción de escaños en la Cámara que exceda el porcentaje de su votación por más de un 8%.
Los 128 miembros del Senado de la República son electos de manera directa para un término de seis años. Cada una de las 32 entidades federativas de México escoge a tres senadores: en cada entidad, el partido o coalición con la mayor cantidad de votos recibe dos escaños, y el partido o coalición que queda en segundo lugar obtiene un escaño. Los restantes 32 escaños se reparten en una sola circunscripción nacional por el método del resto mayor de representación proporcional, entre aquellas listas que hayan conseguido por lo menos el 2% del voto, tomando en cuenta los votos nulos.

## Elección legislativa

### Senado de la República
|  | 38.50 % |

|  | 26.91 % |

|  | 25.84 % |

|  | 4.03 % |

|  | 2.54 % |

|  | 1.14 % |

|  | 0.66 % |

|  | 0.33 % |

|  | 0.05 % |

|  | 97.11 % |

|  | 2.89 % |

|  | 100.00 % |

|  | 57.73 % |

Fuente: IFE. l
Fuente: Instituto Federal Electoral  Archivado el 19 de julio de 2010 en Wayback Machine..

### Cámara de Diputados
|  | 39.10 % |

|  | 39.10 % |

|  | 26.63 % |

|  | 26.61 % |

|  | 25.70 % |

|  | 25.71 % |

|  | 3.82 % |

|  | 3.82 % |

|  | 2.58 % |

|  | 2.59 % |

|  | 1.12 % |

|  | 1.12 % |

|  | 0.66 % |

|  | 0.66 % |

|  | 0.34 % |

|  | 0.34 % |

|  | 0.05 % |

|  | 0.05 % |

|  | 97.16 % |

|  | 97.16 % |

|  | 2.84 % |

|  | 2.84 % |

|  | 100.00 % |

|  | 100.00 % |

|  | 57.69 % |

|  | 57.02 % |

Fuentes: Instituto Federal Electoral  Archivado el 19 de julio de 2010 en Wayback Machine.,  Archivado el 19 de julio de 2010 en Wayback Machine.. y Diario Oficial de la Federación .

## Consecuencias
Como resultado de las elecciones, los partidos Cardenista, Popular Socialista y Demócrata Mexicano perdieron su registro legal y desaparecieron como tales, mientras que el Partido del Trabajo y el Partido Verde Ecologista de México lograron consolidar una base de apoyo, que aunque minoritaria, les dio una fuerza real y los convirtió en partidos cuyos votos podían ayudar los partidos mayores a formar mayorías.